# Neuburg an der Kammel
Neuburg an der Kammel este o comună-târg din districtul Günzburg, regiunea administrativă Schwaben, landul Bavaria, Germania.